# Sescoi
Sescoi es una empresa multinacional de origen francés que desarrolla software para la fabricación y el diseño asistido por computadora, la planificación de recursos empresariales y la productividad empresarial ampliada. Su producto WorkNC es uno de los principales líderes en el mercado de CAD CAM a nivel mundial y es usado por más de una cuarta parte de las empresas del sector en países tan exigentes como Japón. Su segunda línea de actividad es la gama WorkPLAN, software ERP especializado en la gestión de proyectos. En 2011 Sescoi tenía más de 5000 empresas clientes y 11.000 licencias vendidas en todo el mundo. En enero de 2013 el grupo Sescoi fue adquirido por Vero Software.

## Historia
La empresa fue fundada por Bruno Marko en 1987. El nombre de la empresa proviene del acrónimo "Société Européenne Spécialisée en Communication Organisation et Informatique". Sescoi fue pionera en el desarrollo de programas CAM 3D con el lanzamiento del software WorkNC en 1988.
En 1992, Sescoi lanzó WorkPLAN, su primer programa ERP para las empresas que gestionan proyectos de ingeniería y fabricación.
Sescoi adquirió la empresa Xitron en el 2001 y la empresa Mecasoft Industrie, desarrolladora del software SolidConcept, en el 2002. En 2004 Sescoi Iberia firmó un acuerdo con la fundación Ascamm, para distribuir software entre sus asociados y para impartir cursos de formación a los técnicos de Ascamm.
La empresa lanzó el software WorkNC-CAD en el año 2002, la versión WorkNC 5 ejes en el 2003, y la versión WorkNC G3 en el 2007. 
Una nueva generación de la gama WorkPLAN ERP fue desarrollada y lanzada como dos productos complementarios. El primero de ellos es MyWorkPLAN, un ERP modular para la gestión de proyectos lanzado en el 2006. El segundo es WorkPLAN Enterprise, un ERP completo para empresas que fabrican sobre la base de proyectos, fabricantes de moldes y matrices e ingenierías, lanzado en el 2008. Estos dos nuevos productos usan MySQL como motor de la base de datos y su interfaz de usuario ha sido totalmente rediseñado.
En el 2008 Sescoi lanzó WorkXPlore 3D, un visualizador colaborativo de alta velocidad para ver y analizar archivos CAD 2D y 3D, y trabajar con ellos sin necesidad de la aplicación CAD original. 
En el 2009 Sescoi lanzó WorkNC Dental, un software CAM/CAD para mecanizar automáticamente prótesis dentales, implantes, puentes o estructuras, y WorkNC Wire EDM, un software para realizar Electroerosión por hilo.
En 2011 Sescoi tenía oficinas en España, Estados Unidos, Reino Unido, Francia, Alemania, Japón, India, China y Corea, y más de 50 distribuidores en todo el mundo, atendiendo a clientes de diversas industrias incluyendo a los fabricantes de moldes, matrices y herramientas, la industria del automóvil, la aeroespacial, la médica y dental.
En enero de 2013 el grupo Sescoi fue adquirido por Vero Software.
En agosto de 2014 el grupo Vero Software fue adquirido por Hexagon AB

## Principales productos
- WorkNC - Software CAD/CAM automático para el mecanizado de formas complejas desde 2 hasta 5 ejes
- WorkPLAN Enterprise - Software ERP para fabricantes, empresas y departamentos que trabajan sobre la base de proyectos
- MyWorkPLAN - Software ERP modular para la gestión de proyectos
- WorkXPlore 3D - Visualizador 3D colaborativo para analizar y compartir ficheros CAD 3D sin necesidad de disponer de la aplicación CAD original
- WorkNC Dental - Software CAD/CAM Dental para el mecanizado de prótesis dentales, implantes, puentes o estructuras

## Patrocinio deportivo
Sescoi se ha destacado por una importante labor de patrocinio deportivo. Es conocido principalmente por haber sido patrocinador del equipo Prost Grand Prix de Fórmula 1 en los años 1999 y 2000 así como de la piloto alemana Catharina Felser. 
Sescoi ha patrocinado y colaborado con Eric Barone, que en 1999 batió el récord del mundo de velocidad en bicicleta descendiendo a 217 km por hora sobre la nieve, usando una bicicleta fabricada con WorkNC.